# J.C. Cinel
J.C. Cinel (Piacenza, 16 maggio 1974) è un cantautore e chitarrista italiano.

## Biografia
La sua carriera inizia come chitarrista e cantautore negli anni novanta.
Tra il 2003 e il 2008 è cantante e autore nella formazione di rock progressivo piacentina Wicked Minds con i quali registra tre album.
Nel 2008 lascia i Wicked Minds e si trasferisce provvisoriamente a Nashville dove incontra Johnny Neel ex Allman Brothers Band e Gov't Mule il quale parteciperà come ospite tre anni dopo come pianista e organista nell'album solista dello stesso Cinel The Light of a New Sun. Rientrato in Italia intraprende numerose tournée europee soprattutto in Belgio, Francia e Paesi Bassi per la promozione del disco.
Nel 2010 inizia una collaborazione come cantante ed autore con la Jimi Barbiani Band con la quale registrerà nel 2011 l'album Back on the Tracks.
Nel 2012 partecipa come ospite nel brano Magic Essence pubblicato nell'album Supersonicspeedfreaks dei Witche's Brew. 
Nel 2024, dopo 9 anni, pubblica il suo quarto album in studio, Where The River Ends, sempre per Andromeda Relix e Black Widow Records.

## Discografia

### Album solista
- 2001 – Halfway There (autoprodotto)
- 2007 – Before my Eyes
- 2011 – The Light of a New Sun
- 2024 - Where The River Ends

### Collaborazioni

#### Wicked Minds
- 2004 - From the Purple Skies
- 2006 - Witchflower
- 2007 - Live at Burg Herzberg Festival (2006)

#### Jimi Barbiani Band
- 2011 –  Back on the Tracks